# Qin Shi Huangdi
Qin Shi Huangdi (秦始皇帝; Qín Shǐ Huángdì), personnamn Ying Zheng (嬴政; Yíng Zhèng) alternativt Zhao Zheng (赵政; Zhào Zhèng), född 259 f.Kr., död 210 f.Kr., var Kinas första kejsare och grundare av Qindynastin. 246 f.Kr. kröntes han till kung av Qin och 221 f.Kr. hade han efter Qins föreningskrig under slutet av perioden De stridande staterna erövrat alla de konkurrerande rikena och utropade sig som kejsar Qin Shi Huangdi. Han regerade fram till sin död 210 f.Kr. Qin Shi Huangdi genomförde många stora byggnadsprojekt såsom kinesiska muren, Terrakottaarmén, Epangpalatset, Lingqukanalen och ett riksomfattande vägnät. Han genomförde även en stor standardiseringsreform. Han led av ständig oro för döden och bekostade kostsamma expeditioner för att hitta lösningen till odödlighet.

## Biografi

### Uppväxt och tidig karriär
Ying Zhengs far Zichu (som var barnbarn till då regerande kung Zhaoxiang) satt som gisslan i staten Zhao där han förälskade sig i den då handelsresande Lü Buweis konkubin Zhao Ji. Tillsammans fick de Ying Zheng som föddes 259 f.Kr. i staden Handan i Hebei. Det finns teorier och antydningar i Shiji att det var Lü Buwei som var Ying Zhengs far. När Ying Zheng var tretton år dog hans far, som då var den regerande kung Zhuangxiang av Qin. Ying Zheng kröntes 246 f.Kr. som Kung av Qin.
På grund av kungens låga ålder tillsattes erfarna ministrar för att styra landet. Lü Buwei tillsattes som försteminister och Li Si blev ministerns tjänare. Under de första åren vid makten gjordes en del militära kampanjer, och några interna uppror slogs ner. När kungen varit regent i nio år 238 f.Kr. firades hans myndighetsdag, och Ying Zheng började självständigt styra riket.
| ”                              | [..] han har hög näsrygg, breda ögon, bröstkorg som en rovfågel och röst som en schakal. Hans godhet är inte särskilt framträdande och han har ett hjärta som en tiger eller varg [...] | „ |
| – Wei Liao om Qin Shi Huangdi. | |   |

### Vägen till kejsare

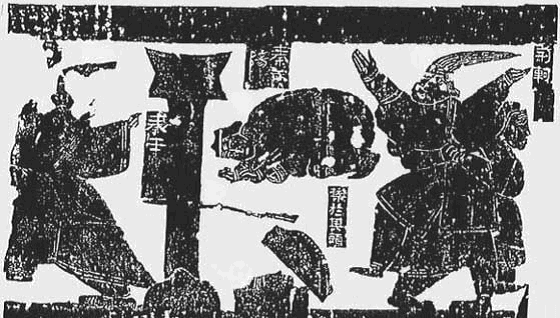
En väggmålning föreställande Jing Kes mordförsök på Ying Zheng.

I samband med Ying Zhengs myndighetsdag 238 f.Kr. uppdagades att markis Lao Ai planerade ett uppror och en attack mot Qinianpalatset (蕲年宫) (i dagens Fengxiang). Lao Ai (som hade en relation med Ying Zhengs mor) hade samlat styrkor från nomadfolken Rong och Di och genom förfalskade sigill även fått med sig landets egna soldater. Kungen arrangerade ett motanfall, och de drabbade samman i Xiangyang där upproret slogs ner. Lao Ai slets i stycken, och hela hans släkt avrättades. Lü Buwei blev avsatt året efter och Li Si blev försteminister.
Qin hade sedan 400-talet  f.Kr. i epoken De stridande staterna varit under fullt inbördeskrig med de sex tidigare feodalstaterna Han, Wei, Zhao, Chu, Qi och Yan. Under Qins föreningskrig med början 230 f.Kr. erövrade Qin den ena staten efter den andra.

#### Första mordförsöket
Efter att Zhao var erövrat 228 f.Kr. insåg staten Yans hov att de var nästa på tur att erövras. 227 f.Kr. skickades därför yrkesmördaren Jing Ke för att med en krigslist mörda Ying Zheng. Ying Zheng lät sig vilseledas av gåvor i form av en karta och huvudet av en efterlyst general, men överlevde mordförsöket med en hårsmån.
År 221 f.Kr. erövrade Qin slutligen den sista konkurrerande staten, och hela Kina var nu enat och styrdes av Ying Zheng.

### Tiden som kejsare
| Vänster: Stämpel med den standardiserade sigillskriften från Qindynastin.Höger: Ett standardiserat Banliang-mynt från Qindynastin. (半两 "en halv tael")  |  | Vänster: Stämpel med den standardiserade sigillskriften från Qindynastin.Höger: Ett standardiserat Banliang-mynt från Qindynastin. (半两 "en halv tael") |
| Vänster: Stämpel med den standardiserade sigillskriften från Qindynastin. Höger: Ett standardiserat Banliang-mynt från Qindynastin. (半两 "en halv tael") |  | |

"Allt under himlen" var erövrat 221 f.Kr. och Ying Zheng grundade Qindynastin (221–206 f.Kr.) Han slog samman de mytologiska titlarna "härskare" (皇, huang) och "kejsare" (帝, di) och skapade sitt nya namn och titel Qin Shi Huangdi. Qin Shi Huangdi styrde riket utifrån legalismens värderingar med strikta och hårda lagar. En betydande del av Qindynastins lagar hittades 1975 i Shuihudis bambutext. Kejsaren införde också en betydande standardiseringsreform där skriftsystemet, valutan, vikter, längder och tekniska dimensioner såsom längd på vagnarnas hjulaxlar standardiserades. Qin Shi Huangdi gjorde stora satsningar på infrastruktur och uppförde hel serie expressvägar från huvudstaden Xianyang i Shaanxi i alla riktningar ut till de erövrade landområdena. Den mest kända av vägarna är Raka vägen som går norrut från huvudstaden upp till kinesiska muren nära Baotou i Inre Mongoliet. Flera sektioner av Raka vägen finns fortfarande bevarade. Kejsaren lät också gräva Lingqukanalen i Guangxi som förbinder vattenvägen från Yangtzefloden med Pärlfloden i Sydkina. Kejsaren påbörjade också uppförandet av det stora Epangpalatset söder om Xianyang.

#### Bokbränning och begravning av akademiker
213 f.Kr. godkände Qin Shi Huangdi försteminister Li Si förslag att alla böcker som inte handlade om medicin, spådomskonst, skogsbruk eller historia skriven av Qin-historiker skulle  brännas. Böcker såsom Sångernas bok, Dokumentens bok och andra filosofiska verk från de "hundra skolorna" skulle brännas. Anledningen var att Qindynastin gått in i en ny tid där allt fått en fast form utan krig. Akademiker som hänvisade till antiken kunde förvilla folket och lärda har tidigare i historien använt sin kunskap för att revoltera mot överheten. Att använda antiken för att kritisera nuet skulle bestraffas med utrotning av släkten. Året efter avrättade Qin Shi Huangdi 460 akademiker som ansågs ha brutit påbudet.

#### Andra mordförsöket

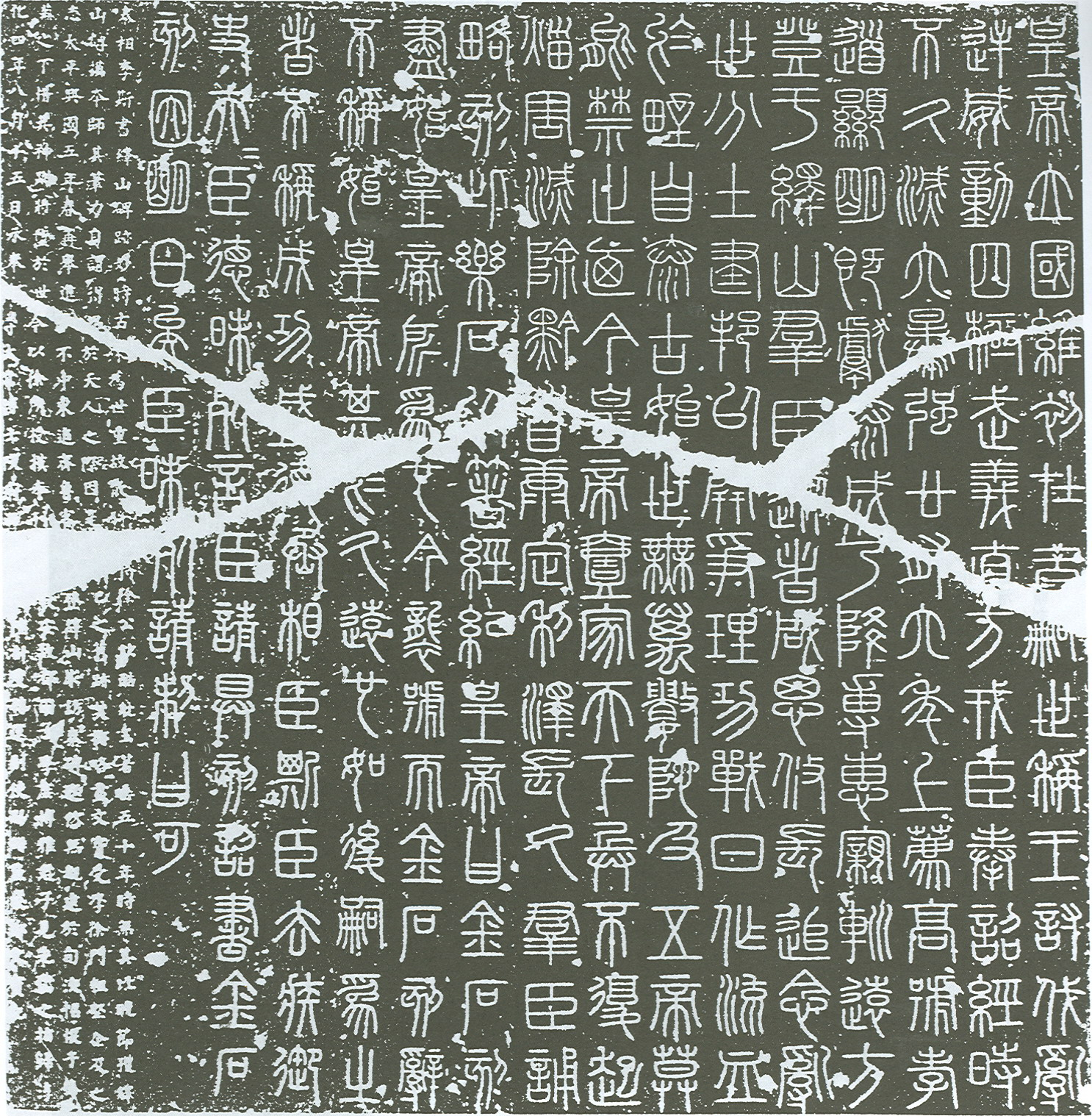
En kopia från 993 av den stele som Qin Shi Huangdi reste 219 f.Kr. på Yiberget under sin andra inspektionsresa.

Qin Shi Huangdi gjorde fem inspektionsresor genom sina erövrarde landområden. Under resorna besökte han flera heliga berg och reste totalt sju stelar med texter om den nya regimen och om hans bedrifter. Under Qin Shi Huangdis tredje inspektionsresa 215 f.Kr. passerade följet genom Bolangsha (博狼沙) i Henan. Där blev Qin Shi Huangdi utsatt för ett misslyckat mordförsök av den tidigare Han-trogna Zhang Liang (张良). Trots stora sökinsatser greps aldrig Zhang Liang.

#### Död och begravning
Under hemresan från sin femte inspektionsresa blev Qin Shi Huangdi allvarligt sjuk. Kejsaren avled på bingyin-dagen den sjunde månaden (10 september) 210 f.Kr. i Shaqiupalatset (沙丘) i Pingtai (平台) (dagens Pingxiang i Hebei). Det finns teorier att kejsaren dog av kvicksilverförgiftning efter att kejsaren skulle ha ätit kvicksilver i hopp om att det var odödlighetselixiret som kunde ge honom evigt liv.
Genom en konspiration mellan försteministern Li Si, eunucken Zhao Gao och kejsarens yngre son Ying Huhai ändrades tronföljden. Det äkta testamentet ersattes med ett förfalskat brev med Qin Shi Huangdis sigill där den rättmätiga tronföljaren prins Fu Su dömdes till självmord tillsammans med general Meng Tian för att de påstods varit illojala. Ying Huhai kröntes 210 f.Kr. till kejsar Qin Er Shi.

## Verk och eftermäle

### Kinesiska muren
Qin Shi Huangdi uppförde den mur som i populärhistoria tillskrivs ursprunget till den kinesiska muren och har kallats "Den 10 000 li långa muren" (万里长城). General Meng Tian beordrades 215 f.Kr. att driva bort hunnerna från landet söder om Gula floden (Ordos). Under detta fälttåg ledde även Meng Tian uppförandet av Qindynastins nya mur. Den nya muren sträckte sig enligt Shiji från Lintao (i södra Gansuprovinsen) till Liaodong (området kring halvön i Liaoningprovinsen). Basen för Qindynastins mur var de existerande murarna från de forna feodalstaterna Qin, Zhao och Yan som renoverades, förlängdes och kopplades samman.

### Sökandet efter odödlighet
Qin Shi Huangdi levde i ständig oro för döden. När han reste i landet hade han med sig musiker som framförde oden om den odödliga människan. Magikern Xu Shi berättade att det i havet fanns tre berg (Penglai, Fangzhang och Yingzhou) där det bor odödliga människor. Kejsaren skickade iväg Xu Shi på stora kostsamma expeditioner för att hitta dessa platser. Xu Shi's dyra resor gav inget resultat, och Xu Shi skyllde sina misslyckanden på att stora hajar försvårade sökandet. Under kejsarens femte inspektionsresa gav kejsaren sig själv ut till havs för att försöka fånga dessa stora hajar som störde jakten på odödligheten. Utöver Xu Shis expeditioner skickade kejsaren även ut mäster Lu av Yan, Han Zhong, Hou Gong och Shi Sheng för att leta efter det elixir som gav odödlighet.

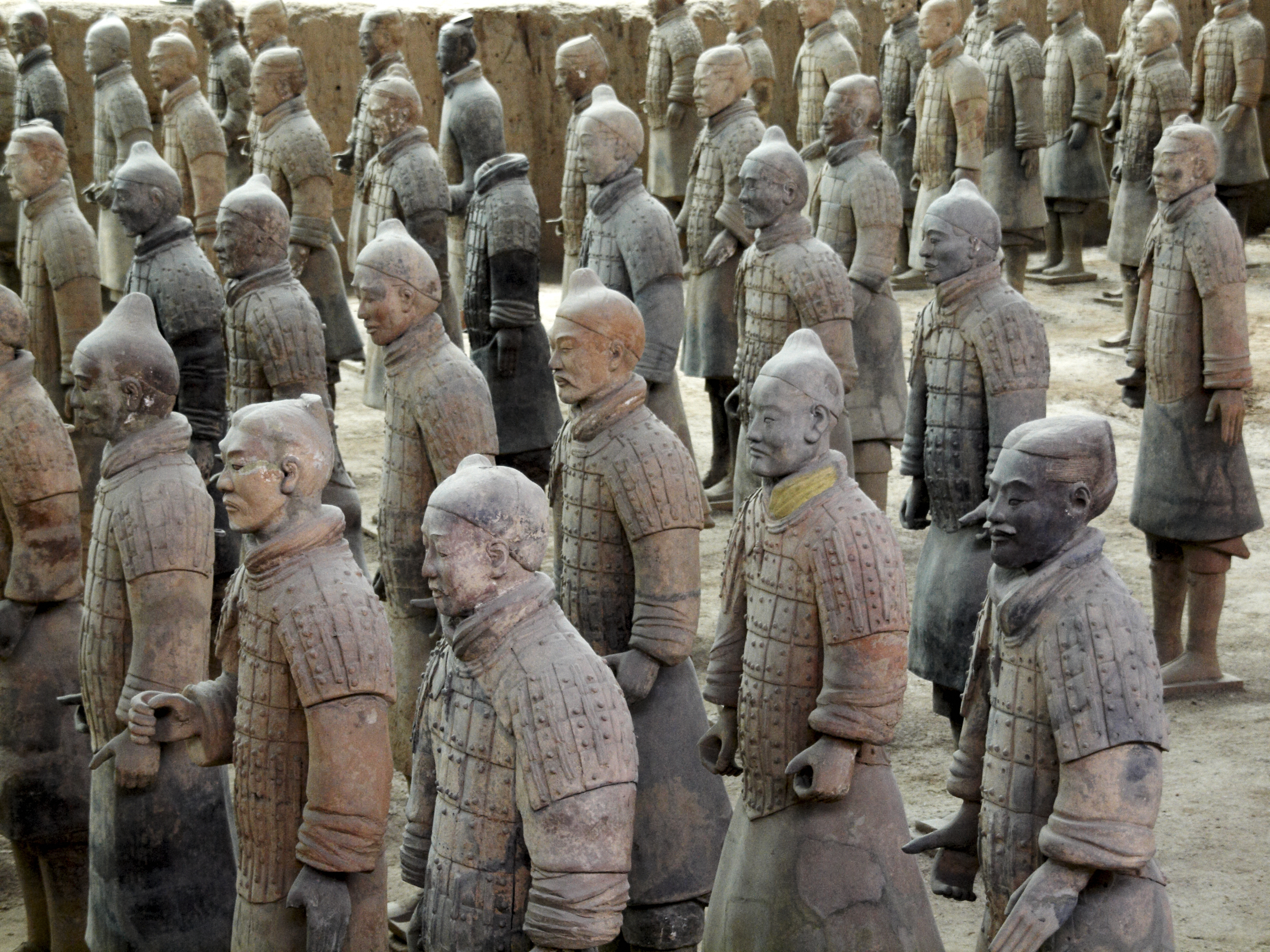
Terrakottaarmén, som är en del i Qin Shi Huangdis mausoleum.

| ”                                                                        | Elixiret från Penglai går att få tag på, men stora hajar försvårar ideligen åtkomsten och gör att vi inte når fram. Om vi skulle kunna rekvirera en god skytt som kan följa med oss skulle vi kunna skjuta hajarna med repeterarmborst. | „ |
| – Magikern Xu Shi förklarar varför han inte hittat odödlighetens elixir. | |   |

### Terrakottaarmén och Kejsarens mausoleum
Qin Shi Huangdi uppförde sitt mausoleum öster om Xi'an i Lintong vid Liberget. Mausoleet är ett av världshistoriens absolut största gravkomplex. Graven är övertäckt av en handgjord pyramidformad kulle som är omgiven av en gravgård och flera andra intilliggande monument. Graven är mest känd för Terrakottaarmén som år 1974 hittades cirka två km öster om graven, men det har även gjorts flera extraordinära fynd precis i gravens närområde såsom två hästekipage i brons, 120 stenrustningar och 46 bronsfåglar. Gravpyramiden tros kunna innehålla en av världshistoriens intressantaste arkeologiska skatter, men den är ännu inte utgrävd.

### Qin Shi Huangdi i populärkulturen
Evert Taubes dikt "Muren och böckerna" berättar historien om Shi Huangdi, kinesiska murens tillkomst och bokbränningen; "Det var Chi-Huang-Ti, kung av Tsin Som lät bygga den kinesiska muren, Och bränna alla böcker i Kina [...]"

## Släktträd
Släktträd över Qin Shi Huangdis familj. Ying Ziyings position i släktträdet är omdiskuterad. Gulfärgad ruta betyder regent över Qin, eller Qindynastin.
| Kung Xiaowen     | Kung Xiaowen     | Kung Xiaowen     | Kung Xiaowen     | Kung Xiaowen     | Kung Xiaowen     |  |  | Änkedrottning Xia  | Änkedrottning Xia  | Änkedrottning Xia  | Änkedrottning Xia  | Änkedrottning Xia  | Änkedrottning Xia  |  |  |             |             |             |             |             |             |
| Kung Xiaowen     | Kung Xiaowen     | Kung Xiaowen     | Kung Xiaowen     | Kung Xiaowen     | Kung Xiaowen     |  |  | Änkedrottning Xia  | Änkedrottning Xia  | Änkedrottning Xia  | Änkedrottning Xia  | Änkedrottning Xia  | Änkedrottning Xia  |  |  |             |             |             |             |             |             |
|                  |                  |                  |                  |                  |                  |  |  |                    |                    |                    |                    |                    |                    |  |  |             |             |             |             |             |             |
|                  |                  |                  |                  |                  |                  |  |  |                    |                    |                    |                    |                    |                    |  |  |             |             |             |             |             |             |
| Kung Zhuangxiang | Kung Zhuangxiang | Kung Zhuangxiang | Kung Zhuangxiang | Kung Zhuangxiang | Kung Zhuangxiang |  |  | Änkedrottning Zhao | Änkedrottning Zhao | Änkedrottning Zhao | Änkedrottning Zhao | Änkedrottning Zhao | Änkedrottning Zhao |  |  | Lü Buwei    | Lü Buwei    | Lü Buwei    | Lü Buwei    | Lü Buwei    | Lü Buwei    |
| Kung Zhuangxiang | Kung Zhuangxiang | Kung Zhuangxiang | Kung Zhuangxiang | Kung Zhuangxiang | Kung Zhuangxiang |  |  | Änkedrottning Zhao | Änkedrottning Zhao | Änkedrottning Zhao | Änkedrottning Zhao | Änkedrottning Zhao | Änkedrottning Zhao |  |  | Lü Buwei    | Lü Buwei    | Lü Buwei    | Lü Buwei    | Lü Buwei    | Lü Buwei    |
|                  |                  |                  |                  |                  |                  |  |  |                    |                    |                    |                    |                    |                    |  |  |             |             |             |             |             |             |
|                  |                  |                  |                  |                  |                  |  |  |                    |                    |                    |                    |                    |                    |  |  |             |             |             |             |             |             |
| Qin Shi Huangdi  | Qin Shi Huangdi  | Qin Shi Huangdi  | Qin Shi Huangdi  | Qin Shi Huangdi  | Qin Shi Huangdi  |  |  | ?                  | ?                  | ?                  | ?                  | ?                  | ?                  |  |  |             |             |             |             |             |             |
| Qin Shi Huangdi  | Qin Shi Huangdi  | Qin Shi Huangdi  | Qin Shi Huangdi  | Qin Shi Huangdi  | Qin Shi Huangdi  |  |  | ?                  | ?                  | ?                  | ?                  | ?                  | ?                  |  |  |             |             |             |             |             |             |
|                  |                  |                  |                  |                  |                  |  |  |                    |                    |                    |                    |                    |                    |  |  |             |             |             |             |             |             |
|                  |                  |                  |                  |                  |                  |  |  |                    |                    |                    |                    |                    |                    |  |  |             |             |             |             |             |             |
| Qin Er Shi       | Qin Er Shi       | Qin Er Shi       | Qin Er Shi       | Qin Er Shi       | Qin Er Shi       |  |  | Fu Su              | Fu Su              | Fu Su              | Fu Su              | Fu Su              | Fu Su              |  |  | Ying Ziying | Ying Ziying | Ying Ziying | Ying Ziying | Ying Ziying | Ying Ziying |